# Paul Lebreton
Paul Lebreton, né le 19 octobre 1875 et mort le 31 mars 1960 à Paris, est un joueur de tennis et médecin français.

## Biographie
Louis Paul Lebreton est le fils d'Alfred Lebreton, médecin, et Mathilde de Luppé. Il se marie à Valenciennes en 1900 avec Germaine Ledieu.
Membre du Tennis Club de Paris et du Lawn Tennis Club de Berck-sur-Mer, il a joué quelques matchs de rugby pour le Stade français où figurait également son frère Henri, champion de France en 1894.
Souvent dominé par Paul Aymé puis par Max Decugis, il n'a jamais gagné de compétitions notable en simple, s'inclinant notamment à trois reprises en finale du championnat de France en 1898, 1899 et 1901. Il a pu toutefois se distinguer en double en s'imposant trois fois avec Aymé en 1897, 1899 et 1900, et étant finaliste en 1901.
Il participe au tournoi olympique de 1900 où il perd au premier tour en simple contre Lawrence Doherty ainsi qu'en double avec Paul Lecaron. Considéré comme le deuxième meilleur joueur de France, il offre une bonne opposition au cadet des Doherty et se distingue par la qualité de son revers.
En 1901, il s'aligne au Championnat de Paris, tournoi organisé par la Société de Sport de l'Ile de Puteaux après le succès des épreuves olympiques disputées l'année précédente. Il atteint la finale où il est battu par Decugis. Il se retrouve de nouveau en finale l'année suivante. Opposé au champion britannique Reggie Doherty qui l'a déjà battu dans le tournoi handicap, il préfère se retirer, jugeant ses chances de succès trop faibles.
Docteur en médecine en 1904, Paul Lecaron exerce la profession de chirurgien urologiste rue Moncey à Paris. Il est président du Syndicat des Urologistes français entre 1922 et 1928. Il préside à la même époque le Tennis Club de Trouville.
Il reçoit les Palmes académiques en 1914. Il est décoré chevalier dans l'Ordre national de la Légion d'honneur en 1927, puis officier en 1955.

## Palmarès

### Finales en simples
- 1898 : Championnat de France, battu par Paul Aymé (5-7, 6-1, 6-2)
- 1899 : Championnat de France, battu par Paul Aymé (9-7, 3-6, 6-3)
- 1901 : Tournoi du Tennis club de Paris, battu par Max Decugis (6-2, 7-5, 8-6)
- 1901 : Championnat de France contre André Vacherot (2-6, 6-2, 6-2)
- 1901 : Championnat international de Paris (Île de Puteaux), battu par Max Decugis (8-6, 2-6, 6-2, 7-5)
- 1901 : L.T.C. Boulogne-sur-Mer, battu par J.B. Ward (6-4, 4-6, 6-3, 4-6, 6-4)
- 1901 : Championnat d'Europe (TCP), battu par Max Decugis (6-4, 6-3, 6-3)[10]
- 1902 : Championnat international de Paris, forfait contre Reginald Doherty